# 埔心武聖宮
23°56′57″N 120°33′01″E / 23.949195°N 120.550205°E
埔心武聖宮，是位於臺灣彰化縣埔心鄉東門村的關帝廟，為該鄉最大的廟宇。

## 沿革
1939年，由員林警化堂分香，在埔心鄉東門村陳祖宅設立主祀關聖帝君、孚佑帝君、司命真君三恩主的國義堂。1957年遷至東門村現址，1959年改建南方式山川式宮殿，1960年更名「武聖宮國義堂」。1964年2月6日，牌樓落成，邀省議長謝東閔、彰化縣縣長呂世明等出席。
1967年獲蔣中正總統贈匾表彰。1979年成立武聖宮慈善事業基金會。1981年開辦施醫診所，聘請醫師免費救助貧苦民眾，後停辦。
1983年廟宇再度改建三層北方宮殿式，為埔心鄉最大的廟宇。
1980年代，停止扶乩活動。
2018年6月1日廟方文史館揭幕，埔心鄉長張乘瑜、彰化縣長魏明谷參與。

門牌

## 仙水
1963年，廟方表示元始天尊降旨說廟埕的噴水池為仙水，若每日早晨空腹飲用會有神奇功效。1964年報導，當時早晨五點鐘就有人前來，每天吸引一千多人飲水，從兒童到老人都有。鄉民張吳幼回憶當一早就有十數台遊覽車，載著各地乘客來飲仙水。對此，何凡認為可能會飲水不潔、也會貽誤治病時機，呼籲應切實查禁。
師大美術系教授施並錫將此仙水事件畫成油畫，2018年6月1日贈與廟方文史館。

## 外部連結
- 官方网站